# Szohár Ferenc
Szohár Ferenc (Pestszenterzsébet, 1948. május 31. – 2020. november 13.) magyar producer, gyártásvezető, egyetemi tanár.

## Életpályája
1978–1981 között a Színház- és Filmművészeti Főiskola hallgatója volt. Eleinte a Mafilm és a Budapest Filmstúdió gyártásvezetője volt. 1990 óta a Cinemart Kft. alapító ügyvezető igazgatója.

## Filmjei
| - Plusz-minusz egy nap (1973) - Végül (1974) - Idegen arcok (1974) - Ámokfutás (1974) - Várakozók (1975) - Kilenc hónap (1976) - BUÉK! (1979) - Magyar rapszódia (1979) - Ballagás (1980) - Örökség (1980) - Anna (1981) - Délibábok országa (1984) - Veszett kutyák (1984) - Valaki figyel (1985) - Hajnali háztetők (1986) - Idő van (1986) - Embriók (1986) - Az új földesúr (1989) - A túlélés ára (1990) - Napló apámnak, anyámnak (1990) - Halálutak és angyalok (1991) - Lassítás (1992) - Miénk a gyár (1993) - Kiss Vakond (1993) - Citromdisznó (1993) - Indián tél (1993) - Az asszony (1996) - A világ legkisebb alapítványa (1997) - A bolond gránátalmafa (1999) (producer is) - 6:3 (1999) - Film (2000) - Bolygótűz (2003) - Uborkázók (2004) (producer is) - A Herceg haladéka (2006) - S.O.S. szerelem! (2007) - Made in Hungary (2009) - Igazából apa (2010) - Karádysokk (2011) - Matula kalandpark (2011) - Kellék (2011) (producer is) | - Napló gyermekeimnek (1982) - A nagy fejedelem (1997) - Áttáncolt élet (1999) - Búcsú Kemenesaljától (2000) - Az én folyóm (2001-2002) - Fényt hagyni magunk után (2003) - A szenvedelmes kertész (2003) - Zsiguli (2004) - Másik hajnal (2005) - Békülés (2005) - A kis herceg (2005) - 28% (2005) - Üvegfal (2005) - Az utolsó földművesek (2005) - Sortűz után (2006) - Andris (2008) - 180/100 (2011) - A nyomsávon (2012) |